# Giannina Giunta
Giannina Giunta (12 de septiembre de 1979) es una actriz y cantante argentina.

## Biografía
Giannina Giunta nace el 12 de septiembre de 1979,  hija de los artistas Liliana Parafioriti y Óscar Eduardo Giunta. Cuando era niña, iba junto con su madre a los teatros para ver cada obra que ella realizaba, interesándose en el medio artístico.

## Carrera

### Inicios
Su carrera comenzó en 1996, siendo bailarina del espectáculo de Cacho Castaña en el teatro astros. Ese mismo año dictó clases de juegos teatrales para niños, además de realizar la cortina musical de “El Paparazzi” y “Los niños vienen cantando”. Un año después protagoniza las obras “El diluvio que viene” y “Plumas” ambas con la dirección de Liliana Parafioriti.

### 1998-2001
Durante los años 1998 hasta 2000, realizó giras con el grupo “División 5”, por el interior y exterior del país. En el 2001 realizó la comedia infantil “Cenicienta, la historia continúa”, en el teatro Maipo, junto a Mariana Fabbiani. Realizó presentaciones como cantante y bailarina junto a Tom Williams.

### 2002
En 2002, creó el espectáculo musical de tango “Fuerza tanguera”, en el que actuó como solista con músicos en vivo: Oscar Giunta, Quique Greco y Hugo Asrrin. Realizando cuadros de baile junto a Marcos Gorosito, y escenas humorísticas junto a Alejandro Zanga. También realizó el musical “Divas a la deriva”, y realizó una gira a Mar del Plata con el espectáculo “Divas show”.

### 2003
A inicios de 2003, es convocada para la comedia musical “Frankenstein”, con la dirección musical de Gaby Goldman. Como actriz, se presentó en el programa “Costumbres argentinas” en Telefe, realizando recurrentes escenas de amor con Tomas Fonzi. Ese mismo año, se presentó con su obra “Fuerza tanguera” y realizó presentaciones para eventos con los grupos “Voxdance”, “First time” y “Disco infierno”.

### 2004
Durante 2004, siguió con la obra “Frankestein”. Paralelamente grabó temas inéditos en preproducción de su disco como solista. Al igual que el año anterior, se presentó en el festival del vecino, organizado por el Gobierno de la ciudad de Buenos Aires. Al mismo tiempo realizó giras dentro y fuera del país. 
Dictó clases de jazz para adolescentes en el instituto de comedia musical de Liliana Parafioriti.

### 2005
En 2005, realizó se presentó como cantante en el estadio Oreon, en Córdoba, por los cien años del club local "Belgrano". Este evento fue televisado y contó con la participación de reconocidos artistas. También comenzó a trabajar con Cuba Salsa Rap; lanzó el disco “Bonus Track Disco” (Con el que incursionó como productora artística, vocalista y coreógrafa del grupo).
Así mismo, preparó el musical infantil “Vittoria, en canciones para crecer” y participó en él como protagonista. 
Se presentó por segundo año consecutivo en Plaza Las Heras, conmemorando el día mundial del sida para ICW Latina, interpretando el tema Mujers por la vida.

### 2006
En 2006, realizó una gira en Brasil, para grabar junto a Daniela Mercury la preproducción del disco “Mujeres por la vida”, siendo la cantante oficial del tema. Presentó la misma canción en Panamá, en el cierre del congreso para la ICW Latina, en el que canta junto a Adrián Barilari. El evento contó con la participación de las primeras damas de Argentina y Panamá. También realizó una segunda gira en Paraguay con su show “Malamadas”.
Ese mismo año fue seleccionada para realizar una gira a México con el espectáculo “Pasión tango club”, como cantante solista para la temporada de verano. También fue convocada como cantante para el programa televisivo de Marcelo Tinelli, Show Match, en el ciclo de “Cantando por un sueño”, como remplazo de la cantante Claudia Tejada y fue preseleccionada para participar en el programa Latin American Idol llevado a cabo por Sony Entertainment, quedando seleccionada hasta la final entre 45 personas.

### 2007
En 2007, ingresó al elenco estable del programa televisivo de Susana Giménez formando parte de su tribuna durante todo el año. También realizó los coros del disco de Adrián Barilari.
Giannina realizó una gira en Santa Fe para realizar un espectáculo para la empresa Visa. Viajó a Río Gallegos con el grupo “Bonus track”, realizando presentaciones en Uruguay para la empresa Buquebus. Ese mismo año presentó su productora artística y lanza el tema inédito “Esta noche” en el programa de Marina Calabro.

### 2008
En 2008, continuó su trabajo para Buquebus y para el programa de Susana Giménez. Ingresó al elenco de la comedia musical “Eva, el gran musical argentino” junto a Nacha Guevara. Viajó con Bonus Track a Gualeguay, Entre Ríos y a Mar del Plata para el evento de la empresa Bayer; presentando "Pasión Latina".

### 2009
En 2009 se presentó en el Estadio Luna Park con Pimpinela, como artista invitada en el personaje de Clorinda, la mucama. También ingresó al elenco de Pimpinela, La Familia,  obra que el dúo de los hermanos Galán realizó durante 2010; y al musical infantil de Matías Ale, Primer acto de un cuento de amor. Realizó un evento a beneficio de los niños y animales en el estadio River Plate, y se presenta en el congreso que realiza la ICW, a beneficio de las mujeres con VIH, cantando nuevamente, “Mujeres por la vida”.

### 2010-2011
En el verano del 2010, se abocó al musical “Pimpinela, la familia”, en el rol de Alicia. Acompañó al dúo como invitada en sus giras por el interior del país.
Se presentó también en la fiesta gay de Moria Casan, presentando un tributo a Madonna. Grabó el tema “Tengo derecho a ser feliz” de Pimpinela, llegando a tener éxito. Realizó el largometraje “Despedida”.
De la mano de Pimpinela, se presentó dos veces en el programa de Susana Giménez presentando el nuevo sencillo. También participó en los 2 vídeos musicales del último trabajo discográfico del dúo: Estamos todos locos, y Yo quiero un hombre de verdad.
Fue convocada para grabar “Estemos juntos” en los Estudios de Aladino para el gobernador bonaerense, Daniel Scioli. Se integró al elenco de la comedia musical “La novicia rebelde”.
Al igual que el año anterior, se presentó junto a toda su familia en un concierto único en el Teatro del Viejo Mercado.

## 2012
En 2012 lanza su primer disco solista, “Vuelvo a amanecer” y lo presenta en el Velma Café el 1 de noviembre. Participa de la obra "MAMMA MIA" en el teatro Opera, y es elegida para ser la voz femenina de la obra de Flavio mendoza, “Stravaganza, estados del tiempo”. Nuevamente, con los festejos de los 30 años de Pimpinela, se presenta en el Luna Park.
Es seleccionada en el programa argentino "La Voz" que tuvo un casting concurrido por alrededor de 15.000 personas.

## 2013
Llegado el 2013, y siendo la voz femenina de Stravaganza, es nominada y recibe el premio “Estrella de Concert 2013”, también es nominada en los premios Carlos en el rubro de mejor cantante. Y comienza a hacer notas radiales, televisivas y shows en presentación de su disco.
También es convocada para el evento a beneficio para Unicef Argentina, “Un sol para los chicos” y para el evento “Todos x Ciro” junto a grandes de la música como  Palito Ortega en la disco Esperanto y luego para el evento Solidario de Fundamind donde canta el himno ¨ tienes tu luz¨ siendo padrino de la fundación Flavio Mendoza y cantando junto a grandes artistas.

## 2014
Durante el 2014 continua con Stravaganza en el teatro Broadway y es convocada para presentarse en muchísimas notas en radio y TV contando su trayectoria, su disco y su paso por Stravaganza, además de realizar una gira de promoción de su disco en Córdoba Capital presentándose en muchas radios de allí. Graba sus videos clips ¨ Bailando Funk¨, ¨ Do re fa la si¨ y videos clips en vivo de sus recitales que fueron transmitidos en CM el canal de la Música.

## 2015
Durante el verano 2015 Giunta emprende un show en Mar del Plata presentando su disco en Espacio Clarín junto a bailarinas, realizando notas en diarios y radios. Durante los meses siguientes parte a México para realizar prensa de este primer disco, Vuelvo a Amanecer. Al mismo tiempo es convocada como actriz co-protagonista para el musical infantil "Cenicienta, un cuento musical" que se llevó a cabo en el Teatro el Globo durante el mes de junio con la dirección de Juan Rodó. Dirección Musical de Martín Bianchedi y protagonizada por Alejandro Paker. Y finalizando el año es convocada para el programa Televisivo ¨ Dec15on¨ con Jey Mammon y Rocío Marengo en Crónica tv como vocalista/cantante en una banda estable del programa llamada ¨ La Banda de la Tele¨. Finalizando el año graba su nuevo hit ¨ Sigo mi Instinto¨ dándole un corte más electro pop a su nuevo sello y marca personal dentro del pop y lo presenta en el verano del 2016 en Televisión y notas radiales donde el tema sigue sonando sobre todo en la Costa Atlántica. Mientras tanto continúa con notas y con su productora de eventos: Giannina Giunta Producciones realizando shows en todo el país en Bares, discos, bingos, casinos y eventos privados.

## 2016
Llegado el 2016  prepara su segundo disco de Tango ¨ Tango Energy¨, con una calidad de lujo junto a grandes músicos y exponentes de tango, prepara un video clip con dirección de Gk Producciones Audiovisuales, producción de Tamara G Producciones y Prensa Maxi Cardaci y Trenza Cobre, además de presentaciones en vivo y shows en discos, una gira y rueda de prensa por Tucumán para promocionar el mismo y fue convocada para el musical infantil ¨ Tierra de Oz¨ en el teatro Paseo la Plaza, Sala Pablo Neruda en el rol protagónico de Odette la bruja mala del Oeste. Durante 2016 tiene el honor de ser jurado en el programa LA NOCHE de C5N en "Elección de Talentos" Finalizado el 2016 lanza su nuevo disco de tango ¨ Tango Energy tan tan Giunta¨ y el video Clip ¨ Yo soy María. También abre su Academia de Artistas donde dicta clases de canto junto a Ezequiel Mylian con una disciplina artística completa y continua con sus shows, presentaciones en boliches y eventos solidarios.

## 2017
En el 2017 comienza con toda la promoción y prensa de este segundo disco ¨ Tango Energy¨ y es Nominada a los Premios Gardel 2017 como Mejor Álbum Nuevo Artista de Tango por Tango Energy su segundo disco, con una gran gala en el Teatro Opera en el mes de junio. Es convocada nuevamente para ser parte del Musical Infantil ¨ Tierra de Oz ¨ en el teatro Don Bosco de San Isidro en el rol de la Bruja del Oeste y es también convocada para el Musical Infantil ¨ Mimicha y Mini una aventura Ecológica en el teatro 25 de Mayo en Vacaciones de invierno en el rol coprotagonico de la Villana Maloria, con presentaciones del mismo también para el gobierno de la Ciudad en forma masiva en la vía pública. Continua el año con Shows para eventos con su productora Giannina Giunta Producciones, con su Academia de Canto preparando a futuros artistas y voces.

## Discografía
- Vuelvo a amanecer (2012)
- Sigo mi instinto - Single (2016)
- Tango Energy (Tan Tan Giunta) (2016)

## Teatro
- Cacho Castaña en el Astros (1996)
- El diluvio que viene (1997)
- Plumas (1997)
- Las de enfrente (1997)
- Aquelarre (1997)
- Delactores (1997)
- Cenicienta, la historia continua (2001)
- Divas a la deriva (2002)
- Frankenstein (2003 - 2004)
- Vittoria (2005)
- Eva, el gran Musical Argentino (2008-2009)
- Primer acto de un cuento de amor (2009)
- Pimpinela, 25 años entre amigos, en el rol de Clorinda, la mucama cubana (2009)
- Pimpinela, la familia, "El musical del bicentenario"(2010)
- La novicia rebelde (2011)
- Mamma Mia (2012)
- Stravaganza, estados del tiempo (2013-2014)
- Cenicienta, un cuento musical (2015)
- Tierra de Oz (2016 - 2017)
- Mimicha y Mini una aventura Ecológica (2017)
- Doña Disparate y Bambuco (2018)

## Participaciones en TV
- Costumbres argentinas (2003)
- Latin American Idol (2006)
- Cantando por un sueño (2006)
- Susana Giménez (2007-2008)
- La voz argentina (2012)
- Un sol para los chicos (2013)
- De 1 a 5 (Crónica TV) múltiples participaciones (2013-2015)
- Dec15ion (Como Cantante) (2015)
- Participaciones en Canal Metro, CN23, Crónica TV, Magazine, C5N (2016- 2017)

## Participaciones en discos de otros artistas
- Mujeres por la vida (2006)
- Canciones doradas, como corista. Disco de Adrián Barilari (2007).
- Pimpinela, la familia, en la canción "El amor no se puede olvidar. Disco de Pimpinela (2010)
- Estamos todos locos en la canción "Tengo derecho a ser feliz". Disco de Pimpinela (2011)